# 山田彰 (外交官)

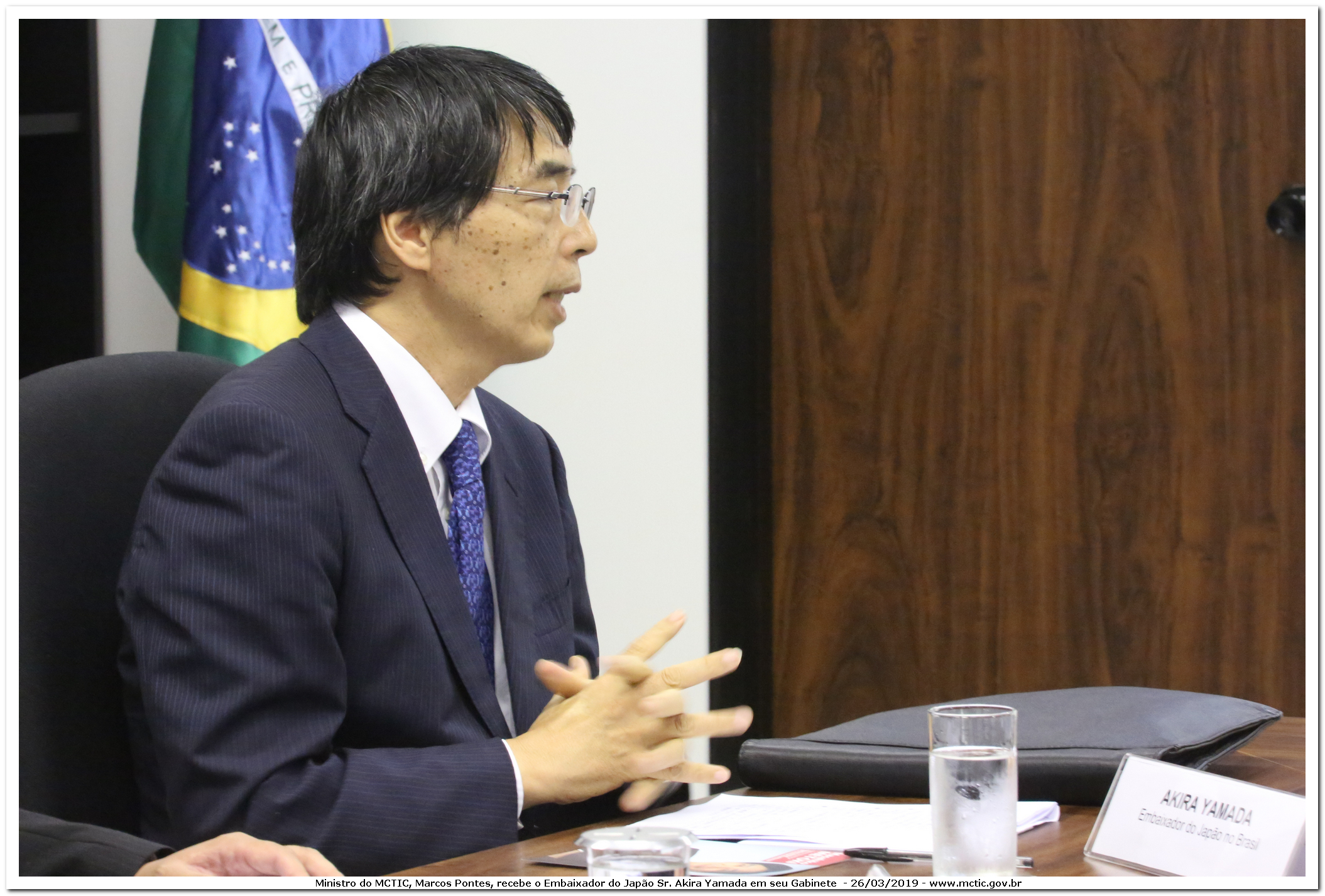
駐ブラジル大使在任時の山田（2019年3月）

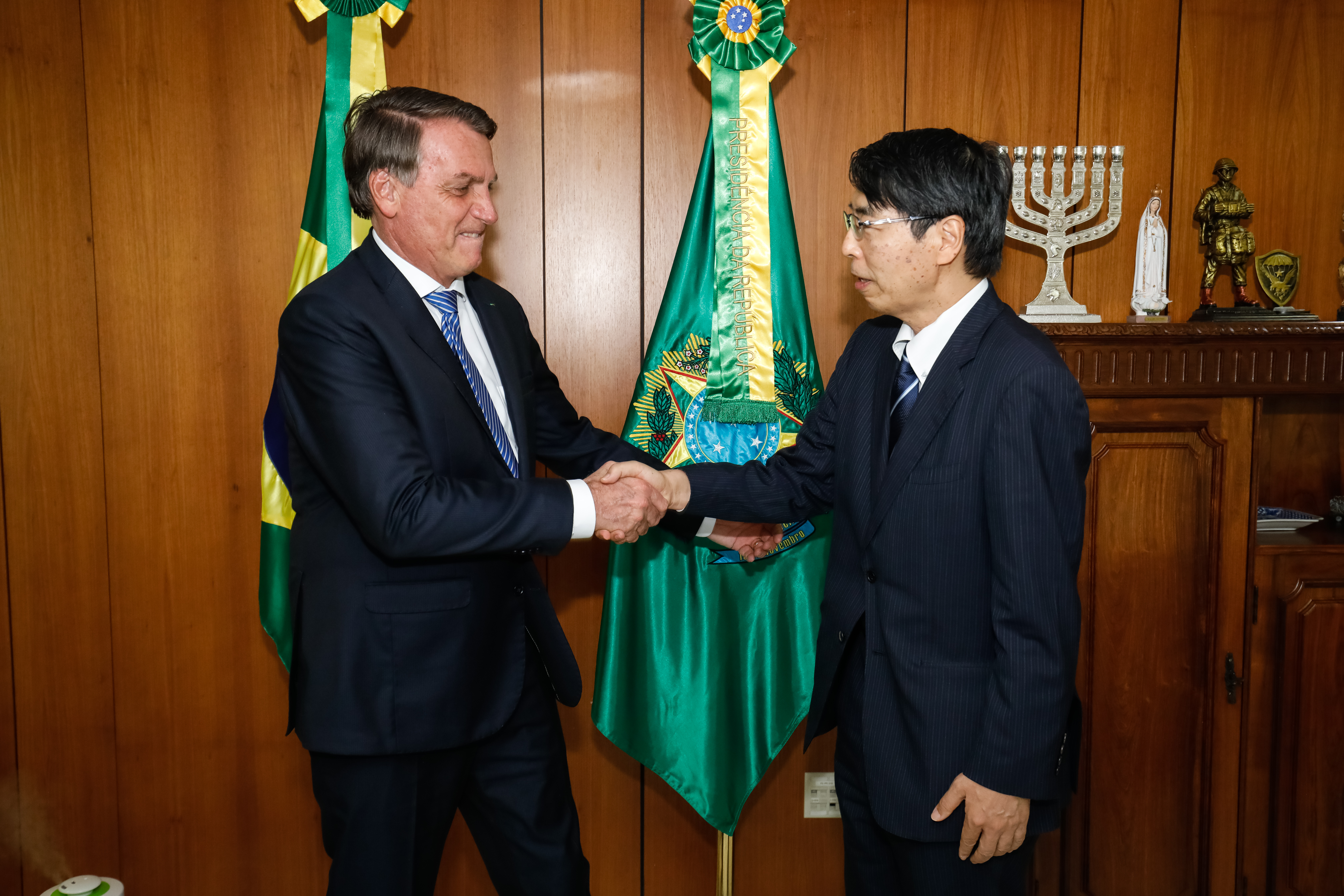
ブラジル大統領（当時）のジャイール・ボルソナーロと。2021年11月撮影。

山田 彰（やまだ あきら、1958年〈昭和33年〉1月27日 - ）は、日本の外交官。2012年から外務省中南米局長。2014年から駐メキシコ特命全権大使。2017年から駐ブラジル特命全権大使。

## 経歴
- 1980年 - 東京大学法学部卒業（在学中は将棋部に所属）
- 1981年 - 外務省入省。
- 1982年 - スペイン語研修（在スペイン）
- 1984年 - 在アルゼンチン日本大使館三等書記官
- 1985年 - 在アルゼンチン日本大使館二等書記官
- 1986年 - 外務省中南米局課長補佐
- 1988年 - 外務省経済協力局調査計画課長補佐兼スペイン語通訳官
- 1992年 - 在アメリカ合衆国日本国大使館一等書記官
- 1995年 - 外務省経済協力局政策課首席事務官
- 1997年 - 外務省経済協力局政策課企画官
- 1998年 - 外務省経済局国際機関第一課サービス貿易室長
- 1999年 - 外務省中南米局中南米第二課長
- 2001年 - 内閣府事務官 情報公開審査会事務局審査官
- 2003年 - 外務省経済協力局無償資金協力課長
- 2004年 - 在イラク日本大使館公使
- 2006年 - 在スペイン日本大使館公使
- 2008年 - 外務省大臣官房参事官（国際協力局、中東アフリカ局アフリカ担当）
- 2009年 - 大臣官房参事官（国際協力局、中東アフリカ局アフリカ担当）兼NGO担当大使
- 2010年 - 大臣官房参事官（国際協力局、地球規模課題担当）兼NGO担当大使
- 2011年 - 大臣官房審議官（国際協力局、地球規模課題担当）兼NGO担当大使
- 2012年 - 中南米局長
- 2014年10月2日 - メキシコ駐箚特命全権大使[1][2]
- 2017年7月4日 - ブラジル駐箚特命全権大使[3]
- 2018年9月17日 - アギラ・アステカ勲章（メキシコ政府が外国籍の人物に与える最高栄誉）
- 2021年12月21日 - 辞職
- 2022年1月1日 スカパ－ＪＳＡＴ株式会社 顧問[4]

## 同期入省
- 兼原信克（14年国家安全保障局次長兼務・12年内閣官房副長官補）
- 泉裕泰（19年日本台湾交流協会台北事務所長・17年バングラデシュ大使）
- 上月豊久（15年ロシア大使）
- 岡村善文（19年OECD大使・17年人権人道担当大使）
- 上村司（21年日本国政府代表（中東和平担当特使）、17年サウジアラビア大使）
- 佐藤地（17年駐ハンガリー大使・15年ユネスコ大使）
- 側嶋秀展（19年ミクロネシア大使・16年ザンビア大使）
- 香川剛廣（18年国際貿易・経済担当大使・15年エジプト大使）
- 石兼公博（19年国連大使・17年カナダ大使）
- 高岡正人（19年クウェート大使・16年モンゴル大使・13年シドニー総領事・12年イラク大使）
- 高木昌弘（21年駐ドミニカ共和国大使・20年クリチバ総領事）
- 冨田浩司（21年駐米大使・19年韓国大使・15年イスラエル大使）
- 川村裕（24年依願免職・20年ノルウェー大使・18年沖縄大使・14年コートジボワール兼トーゴ兼ニジェール大使）
- 川村泰久（19年カナダ大使）
- 嘉治美佐子（19年クロアチア大使・14-17年ジュネーヴ代表部大使）
- 宮島昭夫（20年ポーランド大使・17年トルコ大使）
- 重枝豊英（15年リトアニア大使）
- 石井哲也（17年トンガ大使）
- 岡田誠司（20年バチカン大使・17年南スーダン大使）
- 冨永純正（14年青年海外協力協会会長・11年コンゴ民主共和国大使）
- 奥克彦（イラク日本人外交官射殺事件犠牲者[5]、03年殉職のため大使の称号付与）
- 伊藤光子（15年世界の子どもにワクチンを日本委員会事務局長）
- 福嶌教輝（21年駐メキシコ大使・15年駐アルゼンチン大使）
- 福嶌香代子（19年ナッシュビル総領事）